# 11809 Shinnaka
11809 Shinnaka è un asteroide della fascia principale. Scoperto nel 1981, presenta un'orbita caratterizzata da un semiasse maggiore pari a 2,2622314 UA e da un'eccentricità di 0,0626967, inclinata di 4,70809° rispetto all'eclittica.